# Liste der Beiträge für den besten internationalen Film für die Oscarverleihung 2020

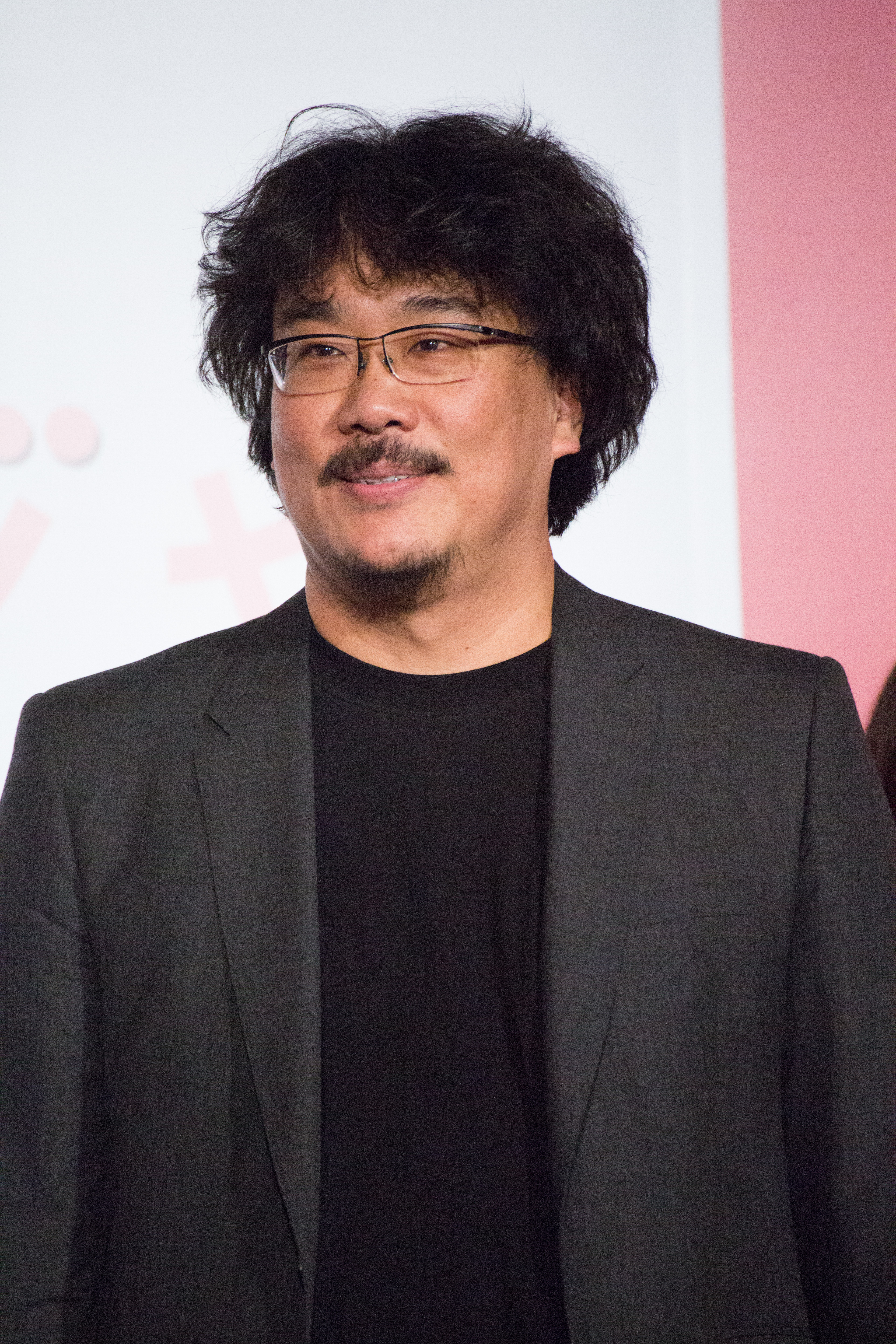
Bong Joon-ho, Regisseur des preisgekrönten Films Parasite

Die Liste der Beiträge für den besten internationalen Film für die Oscarverleihung 2020 führt alle für die Oscarverleihung 2020 bei der Academy of Motion Picture Arts and Sciences (AMPAS) für die Kategorie des besten internationalen Films (von 1957 bis 2019 als bester fremdsprachiger Film bezeichnet) eingereichten Filme. Insgesamt wurden zunächst 93 eingereichte Filme zugelassen, damit sechs mehr als im Vorjahr. Die beiden Länder Ghana und Usbekistan reichten erstmals einen Film ein. Nicht zugelassen wurden Sahraa Karimis Hava, Maryam, Ayesha für Afghanistan sowie nachträglich Genevieve Nnajis Lionheart aus Nigeria und Sudabeh Mortezais Joy aus Österreich, womit sich die Gesamtanzahl auf 91 reduzierte.
Die Vorauswahl (Shortlist) von zehn Filmen wurde am 16. Dezember 2019 bekanntgegeben, die fünf Nominierungen folgten am 13. Januar 2020. Nominiert wurden Frankreichs Die Wütenden – Les Misérables von Ladj Ly, Nordmazedoniens Land des Honigs von Tamara Kotevska und Ljubomir Stefanov, Polens Corpus Christi von Jan Komasa, Spaniens Leid und Herrlichkeit von Pedro Almodóvar und Südkoreas Parasite von Bong Joon-ho. Von der Vorauswahl unberücksichtigt blieben Estlands Wahrheit und Gerechtigkeit von Tanel Toom, Russlands Bohnenstange von Kantemir Balagov, Senegals Atlantique von Mati Diop, Tschechiens The Painted Bird von Václav Marhoul sowie Ungarns Those Who Remained von Barnabás Tóth.
Bei der Verleihung am 9. Februar 2020 konnte sich schließlich der südkoreanische Beitrag Parasite durchsetzen. Damit erhielt erstmals ein südkoreanischer Film diesen Oscar.

## Beiträge
Vorauswahl,  Nominiert,  Ausgezeichnet
| Land                    | Deutscher bzw. Internationaler Titel                      | Originaltitel                                                                | Sprache(n)                                    | Regisseur(e)                        | Ergebnis        |
| ----------------------- | --------------------------------------------------------- | ---------------------------------------------------------------------------- | --------------------------------------------- | ----------------------------------- | --------------- |
| Ägypten                 | Poisonous Roses                                           | الورود السامة                                                                | Arabisch                                      | Fawzi Saleh                         | Nicht nominiert |
| Albanien                | The Delegation                                            | Delegacioni                                                                  | Albanisch, Französisch                        | Bujar Alimani                       | Nicht nominiert |
| Algerien                | Papicha – Der Traum von Freiheit                          | Papicha                                                                      | Französisch                                   | Mounia Meddour                      | Nicht nominiert |
| Argentinien             | Glorreiche Verlierer                                      | La odisea de los giles                                                       | Spanisch                                      | Sebastián Borensztein               | Nicht nominiert |
| Armenien                | Lengthy Night                                             | Էրկեն Կիշեր (Erken Kischer)                                                  | Armenisch                                     | Edgar Baghdassarjan                 | Nicht nominiert |
| Äthiopien               | Running Against the Wind                                  | የነፋሱ ፍልሚያ (Yenifasu filmya)                                                  | Amharisch                                     | Jan Philipp Weyl                    | Nicht nominiert |
| Australien              | Buoyancy                                                  | Buoyancy                                                                     | Khmer, Thailändisch                           | Rodd Rathjen                        | Nicht nominiert |
| Bangladesch             | Alpha                                                     | আলফা                                                                          | Bengalisch                                    | Nasiruddin Yousuff                  | Nicht nominiert |
| Belarus                 | Debüt hinter Gittern – Proben für das Leben draußen       | Дебют (Осkар)                                                                | Russisch                                      | Anastassijaj Miraschnitschenka      | Nicht nominiert |
| Belgien                 | Our Mothers                                               | Nuestras madres                                                              | Spanisch                                      | César Díaz                          | Nicht nominiert |
| Bolivien                | I Miss You                                                | Tu me manques                                                                | Spanisch, Englisch                            | Rodrigo Bellott                     | Nicht nominiert |
| Bosnien und Herzegowina | The Son                                                   | Sin                                                                          | Bosnisch                                      | Ines Tanović                        | Nicht nominiert |
| Brasilien               | Die Sehnsucht der Schwestern Gusmão                       | A vida invisível de Eurídice Gusmão                                          | Portugiesisch                                 | Karim Aïnouz                        | Nicht nominiert |
| Bulgarien               | Nanouk                                                    | Ága                                                                          | Jakutisch                                     | Milko Lasarow                       | Nicht nominiert |
| Chile                   | Spider                                                    | Araña                                                                        | Spanisch                                      | Andrés Wood                         | Nicht nominiert |
| China                   | Ne Zha                                                    | 哪吒之魔童降世 (Nézhā zhī Mótóng Jiàngshì)                                   | Mandarin                                      | Yang Yu                             | Nicht nominiert |
| Costa Rica              | The Awakening of the Ants                                 | El despertar de las hormigas                                                 | Spanisch                                      | Antonella Sudasassi                 | Nicht nominiert |
| Dänemark                | Königin                                                   | Dronningen                                                                   | Dänisch, Schwedisch                           | May el-Toukhy                       | Nicht nominiert |
| Deutschland             | Systemsprenger                                            | Systemsprenger                                                               | Deutsch                                       | Nora Fingscheidt                    | Nicht nominiert |
| Dominikanische Republik | The Projectionist                                         | El proyeccionista                                                            | Spanisch                                      | José María Cabral                   | Nicht nominiert |
| Ecuador                 | The Longest Night                                         | La mala noche                                                                | Spanisch                                      | Gabriela Calvache                   | Nicht nominiert |
| Estland                 | Wahrheit und Gerechtigkeit                                | Tõde ja õigus                                                                | Estnisch                                      | Tanel Toom                          | Vorauswahl      |
| Finnland                | Stupid Young Heart                                        | Hölmö nuori sydän                                                            | Finnisch, Somali                              | Selma Vilhunen                      | Nicht nominiert |
| Frankreich              | Die Wütenden – Les Misérables                             | Les Misérables                                                               | Französisch                                   | Ladj Ly                             | Nominiert       |
| Georgien                | Shindisi                                                  | შინდისი                                                                      | Georgisch                                     | Dito Tsintsadze                     | Nicht nominiert |
| Ghana                   | Azali – Schicksal                                         | Azali                                                                        | Akan                                          | Kwabena Gyansah                     | Nicht nominiert |
| Griechenland            | Mythen, Wagner und Tomaten aus Thessalien                 | Όταν ο Βάγκνερ Συνάντησε τις Ντομάτες (Otan o Wagner Sinantise tis Ntomates) | Griechisch                                    | Marianna Economou                   | Nicht nominiert |
| Honduras                | Blood, Passion and Coffee                                 | Café con Sabor a mi Tierra                                                   | Spanisch                                      | Carlos Membreño                     | Nicht nominiert |
| Hongkong                | The White Storm 2: Drug Lords                             | 掃毒2天地對決 (So duk 2: Tin dei duei kuet)                                  | Kantonesisch                                  | Herman Yau                          | Nicht nominiert |
| Indien                  | Gully Boy                                                 | गली बॉय                                                                        | Hindi                                         | Zoya Akhtar                         | Nicht nominiert |
| Indonesien              | Memories of My Body                                       | Kucumbu Tubuh Indahku                                                        | Malaiisch                                     | Garin Nugroho                       | Nicht nominiert |
| Iran                    | Finding Farideh                                           | در جستجوی فریده                                                              | Persisch, Niederländisch, Englisch            | Kourosh Ataee Azadeh Moussavi       | Nicht nominiert |
| Irland                  | Gaza – Leben an der Grenze                                | غزة (Ghazza)                                                                 | Arabisch                                      | Garry Keane Andrew McConnell        | Nicht nominiert |
| Island                  | Weißer weißer Tag                                         | Hvítur, Hvítur Dagur                                                         | Isländisch                                    | Hlynur Pálmason                     | Nicht nominiert |
| Israel                  | Incitement                                                | ימים נוראים (Yamim Noraim)                                                   | Hebräisch                                     | Yaron Zilberman                     | Nicht nominiert |
| Italien                 | Il Traditore – Als Kronzeuge gegen die Cosa Nostra        | Il traditore                                                                 | Italienisch                                   | Marco Bellocchio                    | Nicht nominiert |
| Japan                   | Weathering With You – Das Mädchen, das die Sonne berührte | 天気の子 (Tenki no Ko)                                                       | Japanisch                                     | Makoto Shinkai                      | Nicht nominiert |
| Kambodscha              | In the Life of Music                                      | នៅក្នុងជីវិតតន្ត្រី។                                                                 | Khmer, Englisch                               | Caylee So Sok Visal                 | Nicht nominiert |
| Kanada                  | Antigone                                                  | Antigone                                                                     | Französisch                                   | Sophie Deraspe                      | Nicht nominiert |
| Kasachstan              | The Golden Throne – Der neue Khan                         | қазақ хандығының алтын тесігі                                                | Kasachisch, Russisch                          | Rüstem Äbdiraschew                  | Nicht nominiert |
| Kenia                   | Subira                                                    | Subira                                                                       | Englisch, Swahili                             | Ravneet Sippy Chadha                | Nicht nominiert |
| Kirgisistan             | Aurora                                                    | Aurora                                                                       | Kirgisisch, Russisch                          | Bekzat Pirmatov                     | Nicht nominiert |
| Kolumbien               | Monos – Zwischen Himmel und Hölle                         | Monos                                                                        | Spanisch                                      | Alejandro Landes                    | Nicht nominiert |
| Kosovo                  | Zana                                                      | Zana                                                                         | Albanisch                                     | Antoneta Kastrati                   | Nicht nominiert |
| Kroatien                | Mali                                                      | Mali                                                                         | Kroatisch                                     | Antonio Nuić                        | Nicht nominiert |
| Kuba                    | A Translator                                              | Un Traductor                                                                 | Spanisch, Russisch                            | Rodrigo Barriuso Sebastián Barriuso | Nicht nominiert |
| Lettland                | The Mover                                                 | Tēvs Nakts                                                                   | Lettisch, Deutsch, Jiddisch                   | Dāvis Sīmanis                       | Nicht nominiert |
| Libanon                 | 1982 – Neunzehnhundertzweiundachtzig                      | 1982                                                                         | Arabisch, Englisch                            | Oualid Mouaness                     | Nicht nominiert |
| Litauen                 | Brücken der Zeit                                          | Laiko tiltai                                                                 | Estnisch, Lettisch, Litauisch                 | Kristine Briede Audrius Stonys      | Nicht nominiert |
| Luxemburg               | Tel Aviv on Fire                                          | תל אביב על האש (Tel Aviv al ha’esh)                                          | Hebräisch, Arabisch                           | Sameh Zoabi                         | Nicht nominiert |
| Malaysia                | M for Malaysia                                            | M for Malaysia                                                               | Englisch, Malaysisch                          | Dian Lee Ineza Roussille            | Nicht nominiert |
| Marokko                 | Adam                                                      | آدم (Ādam)                                                                   | Arabisch                                      | Maryam Touzani                      | Nicht nominiert |
| Mexiko                  | The Chambermaid                                           | La camarista                                                                 | Spanisch                                      | Lila Avilés                         | Nicht nominiert |
| Mongolei                | The Steed                                                 | Хийморь                                                                      | Mongolisch                                    | Erdenebileg Ganbold                 | Nicht nominiert |
| Montenegro              | Neverending Past                                          | Između dana i noći                                                           | Serbisch                                      | Andro Martinovic                    | Nicht nominiert |
| Nepal                   | Bulbul                                                    | बुलबुल                                                                         | Nepali                                        | Binod Paudel                        | Nicht nominiert |
| Niederlande             | Instinct – Gefährliche Begierde                           | Instinct                                                                     | Niederländisch                                | Halina Reijn                        | Nicht nominiert |
| Nordmazedonien          | Land des Honigs                                           | Медена земја (Medena zemja)                                                  | Türkisch                                      | Tamara Kotevska Ljubomir Stefanov   | Nominiert       |
| Norwegen                | Pferde stehlen                                            | Ut og stjæle hester                                                          | Norwegisch, Swedisch                          | Hans Petter Moland                  | Nicht nominiert |
| Pakistan                | Laal Kabootar                                             | لال کبوتر                                                                    | Urdu                                          | Kamal Khan                          | Nicht nominiert |
| Palästina               | Vom Gießen des Zitronenbaums                              | It Must Be Heaven                                                            | Arabisch, Englisch, Französisch               | Elia Suleiman                       | Nicht nominiert |
| Panama                  | Everybody Changes                                         | Todos Cambiamos                                                              | Spanisch                                      | Arturo Montenegro                   | Nicht nominiert |
| Peru                    | Retablo                                                   | Retablo                                                                      | Quechua                                       | Álvaro Delgado-Aparicio             | Nicht nominiert |
| Philippinen             | Verdict                                                   | Verdict                                                                      | Filipino, Tagalog, Englisch                   | Raymund Ribay Gutierrez             | Nicht nominiert |
| Polen                   | Corpus Christi                                            | Boże Ciało                                                                   | Polnisch                                      | Jan Komasa                          | Nominiert       |
| Portugal                | Land im Sturm                                             | A Herdade                                                                    | Portugiesisch                                 | Tiago Guedes                        | Nicht nominiert |
| Rumänien                | La Gomera                                                 | La Gomera                                                                    | Rumänisch, Englisch, El Silbo                 | Corneliu Porumboiu                  | Nicht nominiert |
| Russland                | Bohnenstange                                              | Дылда (Dylda)                                                                | Russisch                                      | Kantemir Balagov                    | Vorauswahl      |
| Saudi-Arabien           | Die perfekte Kandidatin                                   | المرشح المثالي                                                               | Arabisch                                      | Haifaa Al Mansour                   | Nicht nominiert |
| Schweden                | Als wir tanzten                                           | და ჩვენ ვიცეკვეთ (Da tschwen wizekwet)                                       | Georgisch                                     | Levan Akin                          | Nicht nominiert |
| Schweiz                 | Wolkenbruchs wunderliche Reise in die Arme einer Schickse | Wolkenbruchs wunderliche Reise in die Arme einer Schickse                    | Deutsch                                       | Michael Steiner                     | Nicht nominiert |
| Senegal                 | Atlantique                                                | Atlantique                                                                   | Englisch, Französisch, Wolof                  | Mati Diop                           | Vorauswahl      |
| Serbien                 | King Petar the First                                      | Краљ Петар Први (Kralj Petar Prvi)                                           | Serbisch                                      | Petar Ristovski                     | Nicht nominiert |
| Singapur                | A Land Imagined                                           | 幻土 (Huan tu)                                                               | Mandarin, Englisch, Bengalisch                | Yeo Siew Hua                        | Nicht nominiert |
| Slowakei                | Let There Be Light                                        | Nech je svetlo                                                               | Slowakisch                                    | Marko Škop                          | Nicht nominiert |
| Slowenien               | History of Love                                           | Zgodovina ljubezni                                                           | Slowenisch, Englisch                          | Sonja Prosenc                       | Nicht nominiert |
| Spanien                 | Leid und Herrlichkeit                                     | Dolor y gloria                                                               | Spanisch                                      | Pedro Almodóvar                     | Nominiert       |
| Südafrika               | Knuckle City                                              | Knuckle City                                                                 | Xhosa                                         | Jahmil X. T. Qubeka                 | Nicht nominiert |
| Südkorea                | Parasite                                                  | 기생충 (Gisaengchung)                                                        | Koreanisch                                    | Bong Joon-ho                        | Ausgezeichnet   |
| Taiwan                  | Dear Ex                                                   | 誰先愛上他的                                                                 | Mandarin                                      | Mag Hsu Hsu Chih-yen                | Nicht nominiert |
| Thailand                | Krasue: Inhuman Kiss                                      | แสงกระสือ (Saeng Krasue)                                                      | Thailändisch                                  | Sitisiri Mongkolsiri                | Nicht nominiert |
| Tschechien              | The Painted Bird                                          | Nabarvené ptáče                                                              | Interslawisch, Tschechisch, Deutsch, Russisch | Václav Marhoul                      | Vorauswahl      |
| Tunesien                | Dear Son                                                  | ولدي (Weldi)                                                                 | Arabisch                                      | Mohamed Ben Attia                   | Nicht nominiert |
| Türkei                  | Commitment                                                | Bağlılık Aslı                                                                | Türkisch                                      | Semih Kaplanoğlu                    | Nicht nominiert |
| Ukraine                 | Homeward                                                  | Evge / Додому (Dodomu)                                                       | Krimtatarisch, Ukrainisch                     | Nariman Alijew                      | Nicht nominiert |
| Ungarn                  | Those Who Remained                                        | Akik maradtak                                                                | Ungarisch                                     | Barnabás Tóth                       | Vorauswahl      |
| Uruguay                 | The Moneychanger                                          | Así habló el cambista                                                        | Spanisch                                      | Federico Veiroj                     | Nicht nominiert |
| Usbekistan              | Hot Bread                                                 | Issiq non                                                                    | Usbekisch                                     | Umid Hamdamov                       | Nicht nominiert |
| Venezuela               | Being Impossible                                          | Yo, imposible                                                                | Spanisch                                      | Patricia Ortega                     | Nicht nominiert |
| Vereinigtes Königreich  | Der Junge, der den Wind einfing                           | The Boy Who Harnessed the Wind                                               | Englisch, Chichewa                            | Chiwetel Ejiofor                    | Nicht nominiert |
| Vietnam                 | Furie                                                     | Hai Phượng                                                                   | Vietnamesisch                                 | Le-Van Kiet                         | Nicht nominiert |